# جورج هانسن (عسكري)
جورج هانسن (بالألمانية: Georg Hansen)‏ هو مقاوم ألماني، ولد في 5 يوليو 1904 في سونيفيلد في ألمانيا، وتوفي في 8 سبتمبر 1944 في سجن بلوتزينسي في ألمانيا بسبب شنق.